# اندیس کاما دورن (سرداب)
کاما دورن(سرداب) یک اندیس فلزی است که در حوالی شهر سردونیه استان کرمان قرار دارد و مادهٔ معدنی موجود در آن، مس است.  